# 1917 în științifico-fantastic
- 1916 în științifico-fantastic — 1917 în științifico-fantastic — 1918 în științifico-fantastic

1917 în științifico-fantastic a implicat o serie de evenimente:

## Nașteri și decese

### Nașteri
- Robert Bloch (d. 1994)
- Kurt Brand (d. 1991)
- Anthony Burgess (d. 1993)
- Arthur C. Clarke (d. 2008)
- Sumner Locke Elliott (d. 1991)
- Charles L. Fontenay (d. 2007)
- Heinz Gartmann (d. 1960)
- Axel Jeffers, Pseudonimul lui Peter Weißfeld
- Rex Gordon, Pseudonimul lui Stanley Bennett Hough (d. 1998)
- Georgi Gurewitsch  (d. 1998)
- Zenna Henderson (d. 1983)
- Axel Jeffers (Pseudonimul lui Hans-Peter Weissfeld; d. )
- Rolf Kauka (d. 2000)
- Jack Kirby (d. 1994)
- John J. McGuire (d. 1981)
- Mack Reynolds (d. 1983)
- Alexander Schalimow (d. 1991)
- Louis Trimble (d. 1988)
- Ernst Vasovec (d. 1993)
- Werner Wehr, Pseudonimul lui Heinz Gartmann (d. 1960)

### Decese
- Carola von Eynatten (n. 1857)
- Franz L. Hoffmann (n. 1851)
- Eduard Loewenthal (n. 1836)
- Adolf Schafheitlin (n. 1852)
- Friedrich Streißler (n. 1860)

## Cărți

### Romane

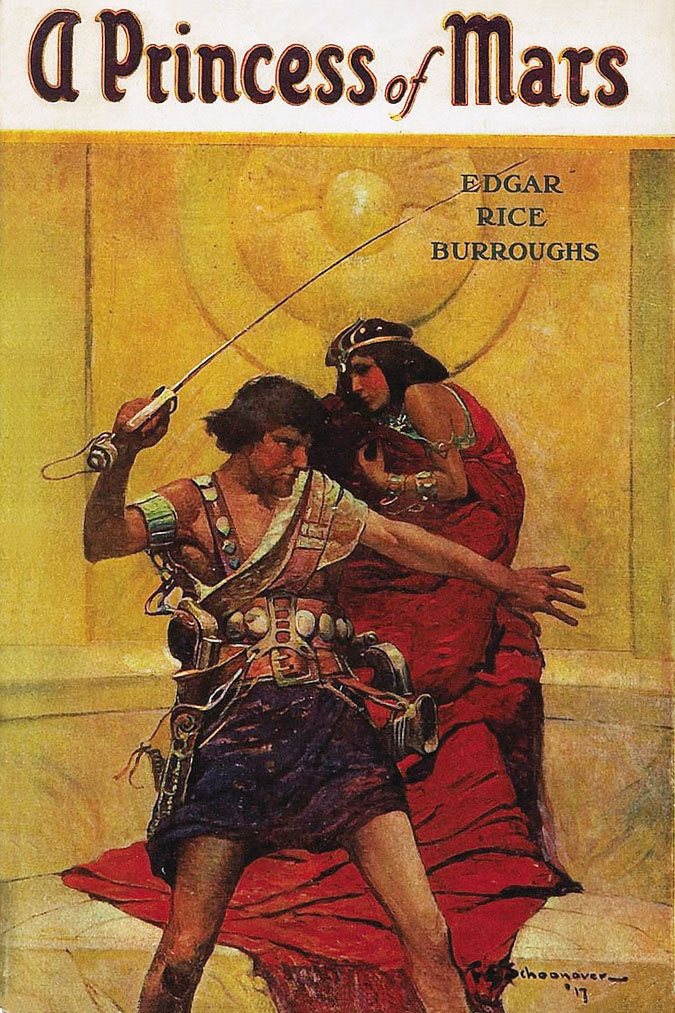
Coperta din 1917 a romanului Prințesa marțiană de Edgar Rice Burroughs, editura McClurg

- Der Mensch ist gut de Leonhard Frank
- Prințesa marțiană de Edgar Rice Burroughs (publicat în volum)

### Povestiri
- „Neuland” de Hans Dominik

## Filme
| Titlu | Regizor | Distribuție | Țara | Sub-Gen /Note |
| ----- | ------- | ----------- | ---- | ------------- |
|       |         |             |      |               |